# V. García navarrai király
V. (Nájerai) García Sánchez (Nájera, 1012 –‎ Atapuerca, 1054. szeptember 1.), a Pamplonai Királyság (a 12. század közepétől Navarrai Királyságnak) a Ximena-házból (egyes források írásmódja szerint a Jimena-házból, avagy Jiménez-házból) származó királya (1035–1054). (A forrásmunkák túlnyomó többsége azonban őt III. és nem V. García királyként jelöli, mert az Arista–Iñiga ház két, García néven trónra lépett uralkodóját nem tekintik királynak. Ezek a szerzők I. García királyként a 931-től 970-ig uralkodott García Sánchezt (V. García ükapját) tartják nyilván, II. Garcíaként pedig a 994-től 1000-ig uralkodott García Sánchezt, V. García nagyapját.) V. García alapította Nájerában, 1052-ben, a Monasterio de Santa María la Real kolostort, innen ered a király előneve.

## A Navarrai-ház a Kantábriai-ház ellen
V. García III. (Nagy) Sancho Garcés (992?–1035) pamplonai király (1000–1035) és felesége, Munia (Muniadonna, Munia Elvira ?–1067) elsőszülött fia volt. Amikor III. Sancho felosztotta a birodalmát, ő Pamplona trónját örökölte. Uralkodása kezdetén öccse, I. (Nagy) Ferdinánd (1013? 1016? 1018?–1065), Kasztília királya (1035–1065) segítségére sietett sógora, a Kantábriai-házból származó III. Bermudo (1010? 1017?–1037) leóni király ellen (I. Ferdinánd III. Bermudo testvérét, Sanchát (1013?–1067) vette feleségül.) A testvérek 1037. szeptember 4-én, a tamaróni csatában legyőzték III. Bermudót, aki maga is elesett, és ezzel férfiágon kihalt a Kantábriai-ház. I. Ferdinánd – szintén I. Ferdinánd néven – León királya is (1037–1065) lett, mert felesége visszalépett a javára.

## A Navarrai-ház belviszályai
A békesség csak pár évig tartott. V. Garcia területi viták miatt harcba keveredett féltestvérével, I. Ramiro (1035–1063) aragóniai királlyal (I. Ramiro III. Sancho házasságon kívül született fia volt). V. García 1043-ban Tafallánál legyőzte I. Ramirót, I. Ferdinánddal azonban nem bírt. Öccse azért indított háborút ellene, hogy visszaszerezzen egyes kasztíliai területeket. 1054. szeptember 1-én Atapuercánál V. García elveszítette a döntő csatát, és maga is elesett.
Utóda a fia, Sancho (1040?–1076) lett, IV. Sancho Garcés néven (1054–1076). V. García egyik, házasságon kívül született fia szintén a Sancho (avagy a Sancho Garcés) nevet kapta. Ő lett Sancho infáns (?–1083), Sanguesa és Uncastillo ura, a későbbi VI. (Újjáépítő) García király (1134–1150) nagyapja.